# Eggenburg
Eggenburg ist eine Stadtgemeinde mit 3509 Einwohnern (Stand 1. Jänner 2025) im Bezirk Horn in Niederösterreich.

## Geografie
Eggenburg liegt am Übergang vom Waldviertel zum Weinviertel in Niederösterreich. Die Fläche der Stadtgemeinde umfasst 23,52 Quadratkilometer. 11,59 Prozent der Fläche sind bewaldet.

### Gemeindegliederung
Das Gemeindegebiet umfasst folgende vier Ortschaften (in Klammern Einwohnerzahl Stand 1. Jänner 2025):
- Eggenburg (3077)
- Engelsdorf (101)
- Gauderndorf (100)
- Stoitzendorf (231)

Die Gemeinde besteht aus den Katastralgemeinden Eggenburg, Engelsdorf, Gauderndorf, Stoitzendorf und Stoitzendorf Heide.
Die Stadtgemeinde Eggenburg ist Mitglied der Kleinregion Manhartsberg.

### Nachbargemeinden
| Meiseldorf              |                                             | Röschitz            |
|                         | Kompassrose, die auf Nachbargemeinden zeigt |                     |
| Burgschleinitz-Kühnring |                                             | Straning-Grafenberg |

## Geschichte
Schon in urgeschichtlicher Zeit war das Granitplateau oberhalb der Schmida, auf dem sich Eggenburg gründet, ab der jüngeren Steinzeit von Menschen besiedelt. Die Geburtsstunde der Stadt ist in der Babenbergerzeit (976–1246) anzusetzen. Nach der Jahrtausendwende wurde Niederösterreich bis an den Nordwald – das heutige Waldviertel – besiedelt. Zur Sicherung dieses Gebietes entstand um 1160/70 die befestigte Grenzstadt Eggenburg bereits mit Marktfunktion. Erste urkundliche Nennungen von Eginpurch liegen aus dem 12. Jh. vor.  Im Zwist Přemysl Ottokars mit Rudolf von Habsburg schlug sich Eggenburg auf die Seite des Habsburgers, worauf dieser am 13. August 1277 der Stadt die Stadtrechte erneuerte.
1360 verschrieb Rudolf IV. von Österreich seiner Gemahlin Katharina zur Sicherstellung ihres mitgebrachten Heiratsgutes, wie dies auch schon weiland sein Vater Herzog Albrecht II. getan hatte, die Städte Laa an der Thaya und Eggenburg und die Feste Greitschenstein.
Im 15. und beginnenden 16. Jahrhundert erlebte die Stadt trotz der Hussiteneinfälle (1428) und ungarischer Besetzung (1486–1490) eine Blütezeit. Das berühmte Sgraffitohaus, auch als „bemaltes Haus“ bezeichnet, zeugt vom Selbstbewusstsein der Bürger. Die Stadt wurde neu befestigt, Abbau und Verarbeitung des Zogelsdorfer Sandsteins ließ ein hoch entwickeltes Steinmetzgewerbe entstehen. 1524 konnten sich die Bürger erfolgreich im Streit gegen den Pfleger Ulrich von Haselbach durchsetzen und gewannen neben dem Niedergericht auch die Hoch- bzw. Blutgerichtsbarkeit. Wenige Jahre später fiel die Pfandschaft von Burg und Herrschaft Eggenburg an die Rogendorfer, die die Burg instand setzen ließen, dann an die Freiherren von Meggau. 1623 wurde die Herrschaft den Jesuiten verkauft und gelangte später an das Stift Altenburg.
Eine Brandkatastrophe im Jahre 1808 hat einen Niedergang der Stadt bewirkt.
Mit dem Bau der Franz-Josefs-Bahn 1870 wurde Eggenburg von Wien aus in zwei Stunden erreichbar. Die Bevölkerung nahm wieder zu, und mit der Initiative Gartenstadt des Kaufmanns Franz Gamerith entstand eine Stadterweiterung.

### Bevölkerungsentwicklung
| Eggenburg: Einwohnerzahlen von 1869 bis 2025        | Eggenburg: Einwohnerzahlen von 1869 bis 2025 | Eggenburg: Einwohnerzahlen von 1869 bis 2025 | Eggenburg: Einwohnerzahlen von 1869 bis 2025 | Eggenburg: Einwohnerzahlen von 1869 bis 2025 |
| --------------------------------------------------- | -------------------------------------------- | -------------------------------------------- | -------------------------------------------- | -------------------------------------------- |
| Jahr                                                |                                              |                                              |                                              | Einwohner                                    |
| 1869                                                | 1869                                         |                                              | 2.431                                        | 2.431                                        |
| 1880                                                | 1880                                         |                                              | 2.729                                        | 2.729                                        |
| 1890                                                | 1890                                         |                                              | 3.222                                        | 3.222                                        |
| 1900                                                | 1900                                         |                                              | 4.106                                        | 4.106                                        |
| 1910                                                | 1910                                         |                                              | 4.822                                        | 4.822                                        |
| 1923                                                | 1923                                         |                                              | 4.257                                        | 4.257                                        |
| 1934                                                | 1934                                         |                                              | 4.154                                        | 4.154                                        |
| 1939                                                | 1939                                         |                                              | 4.930                                        | 4.930                                        |
| 1951                                                | 1951                                         |                                              | 4.456                                        | 4.456                                        |
| 1961                                                | 1961                                         |                                              | 4.016                                        | 4.016                                        |
| 1971                                                | 1971                                         |                                              | 3.730                                        | 3.730                                        |
| 1981                                                | 1981                                         |                                              | 3.680                                        | 3.680                                        |
| 1991                                                | 1991                                         |                                              | 3.625                                        | 3.625                                        |
| 2001                                                | 2001                                         |                                              | 3.645                                        | 3.645                                        |
| 2011                                                | 2011                                         |                                              | 3.492                                        | 3.492                                        |
| 2021                                                | 2021                                         |                                              | 3.510                                        | 3.510                                        |
| 2025                                                | 2025                                         |                                              | 3.509                                        | 3.509                                        |
| Quelle(n): Statistik Austria, Gebietsstand 1.1.2021 |                                              |                                              |                                              |                                              |

In den letzten Jahrzehnten blieb die Bevölkerungszahl trotz negativer Geburtenbilanz konstant, da dies durch eine positive Wanderungsbilanz ausgeglichen wurde.

## Kultur und Sehenswürdigkeiten

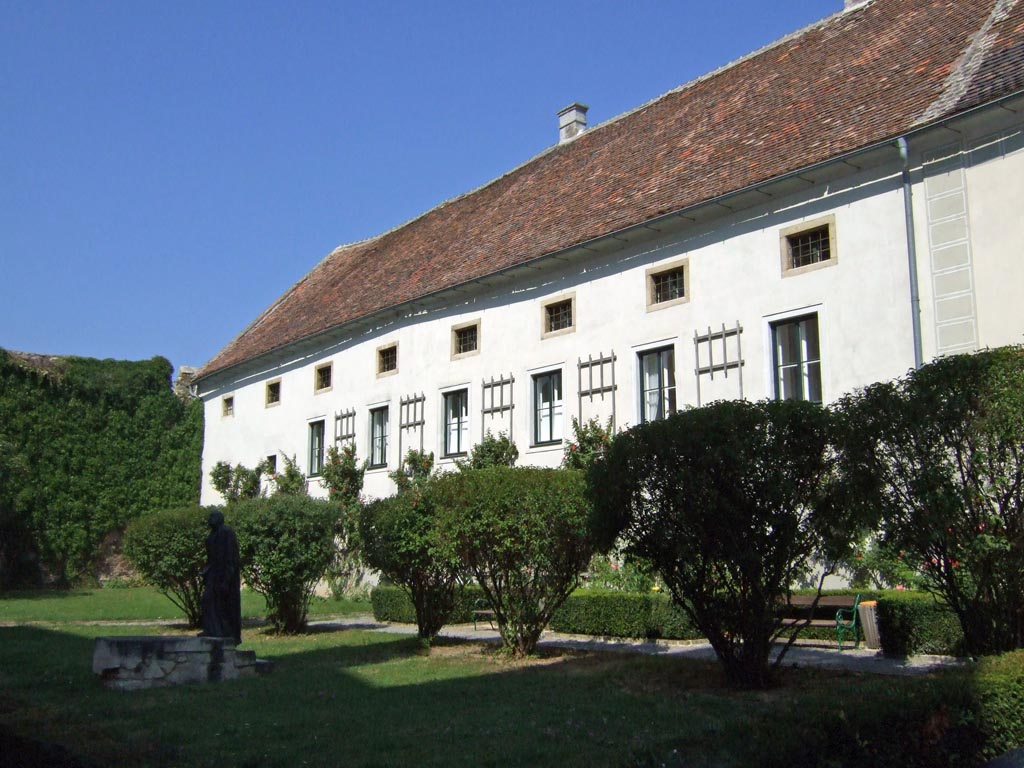
Der alte Pfarrhof in Eggenburg, auch Resch-Schloss genannt

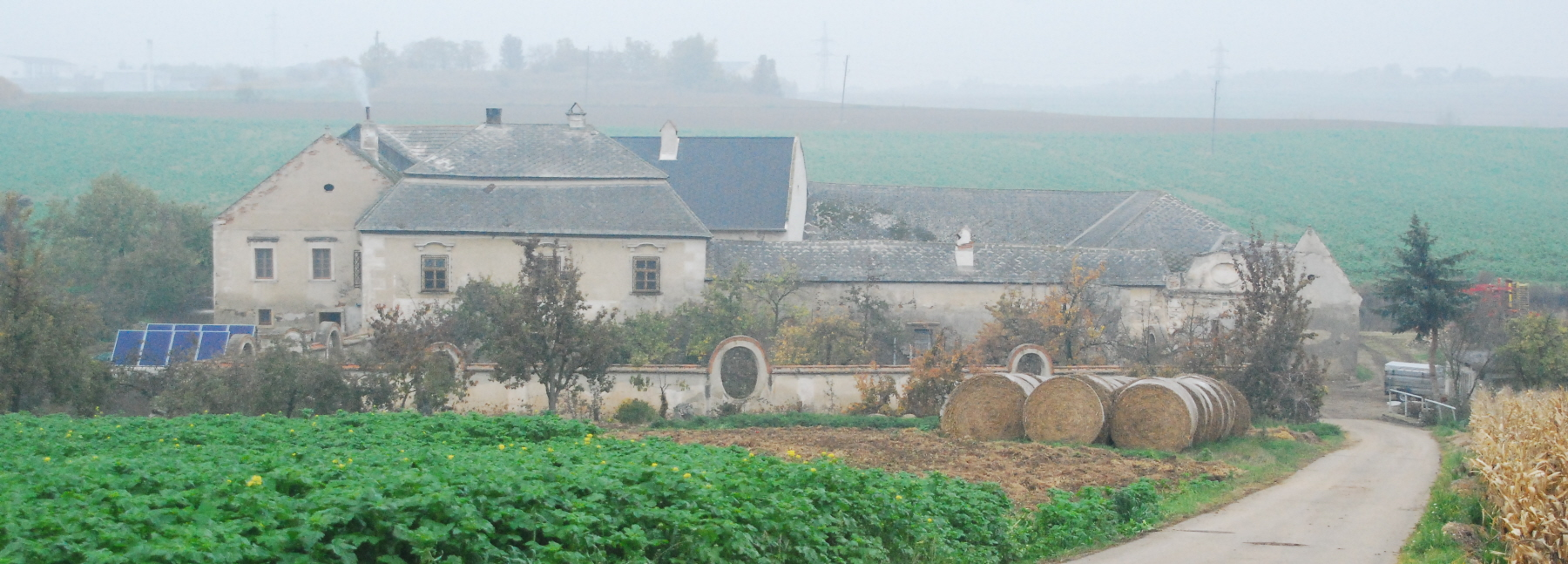
Vogelsangmühle bei Eggenburg

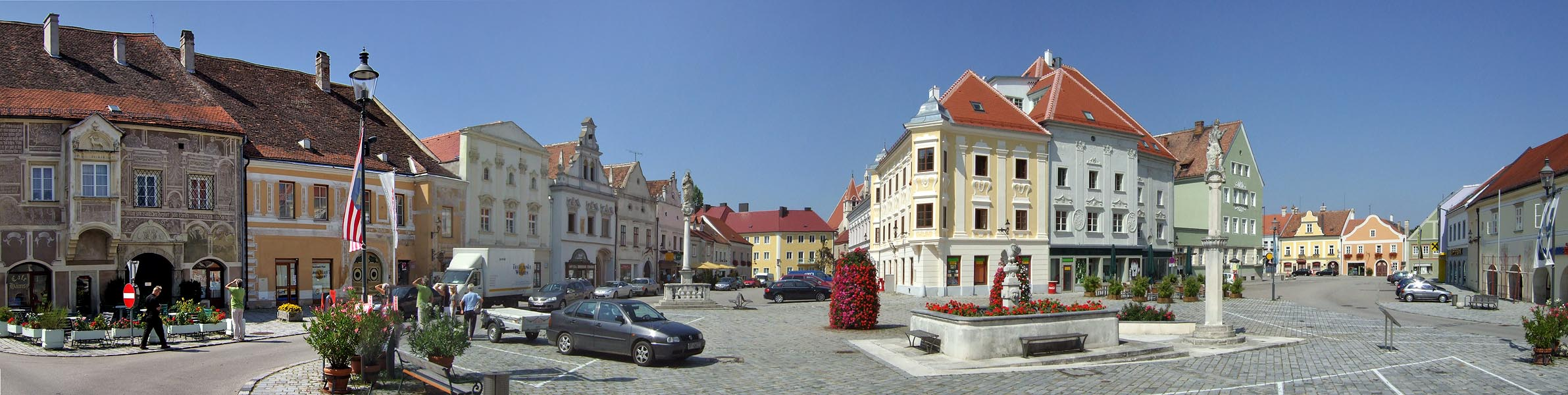
Hauptplatz von Eggenburg mit gotischen Giebelhäusern, Sgraffitohaus, Pranger, Martinsbrunnen, Mariensäule; inmitten des Hauptplatzes befindet sich das Grätzel.

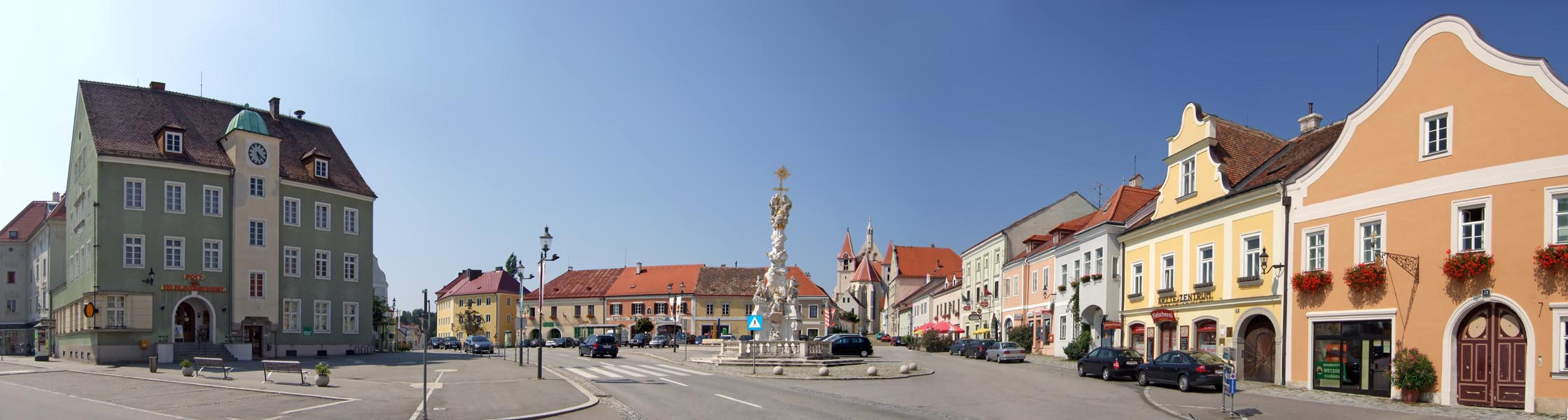
Der Eggenburger Hauptplatz mit Pestsäule

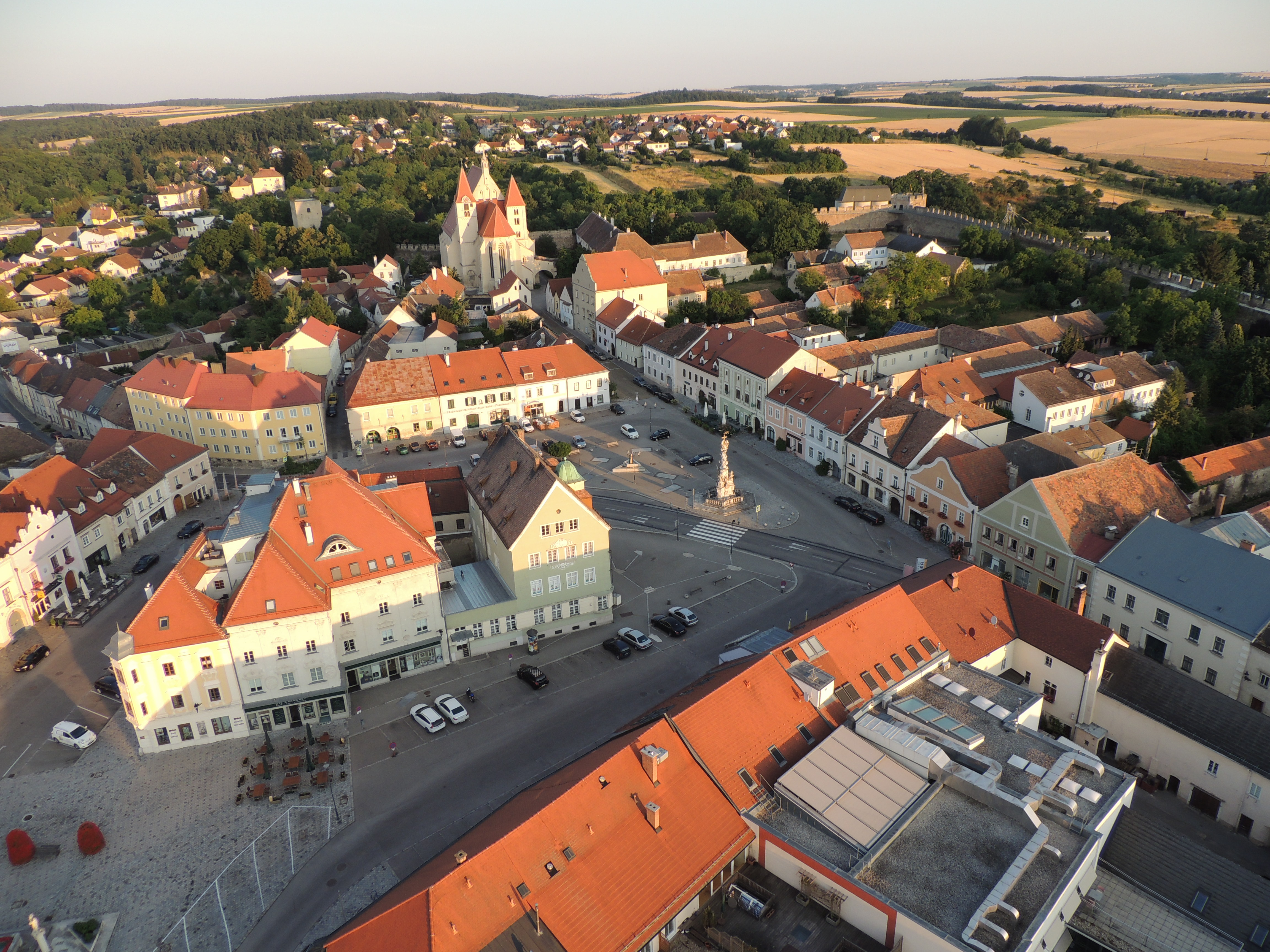
Hauptplatz von Eggenburg am frühen Morgen vom Heißluftballon aus

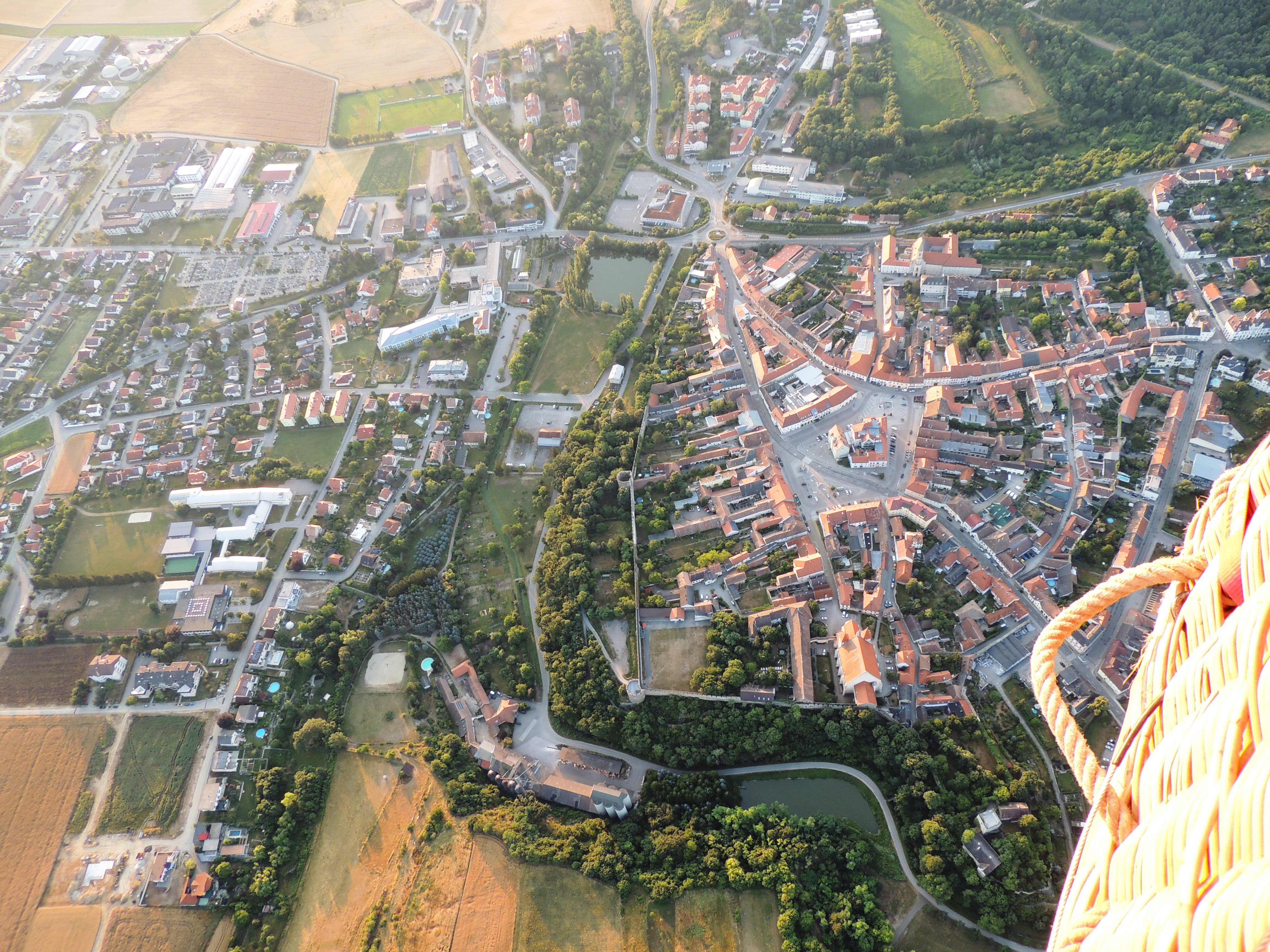
Zentrum von Eggenburg am frühen Morgen vom Heißluftballon aus (Juli 2015)

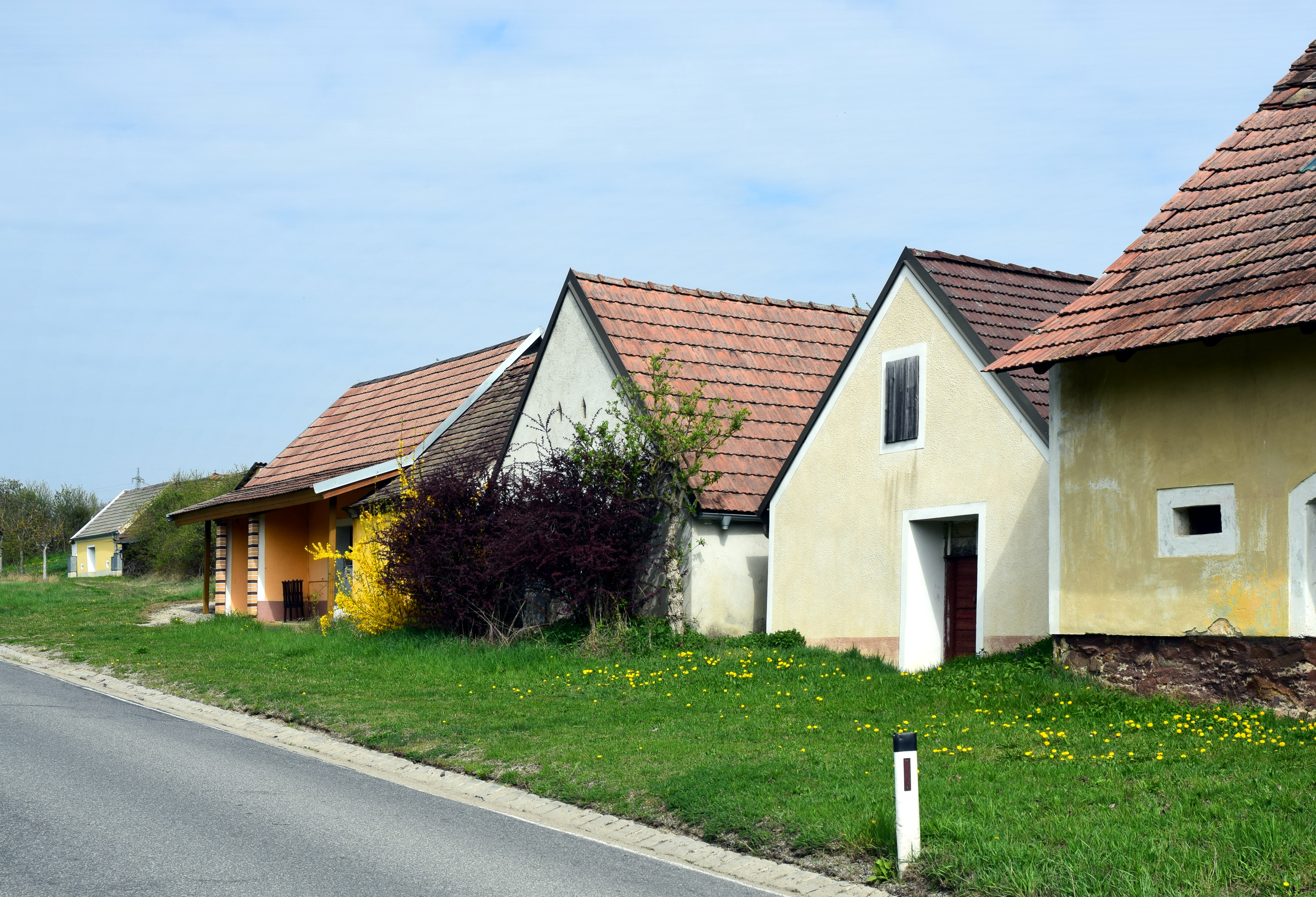
Kellergasse in Engelsdorf

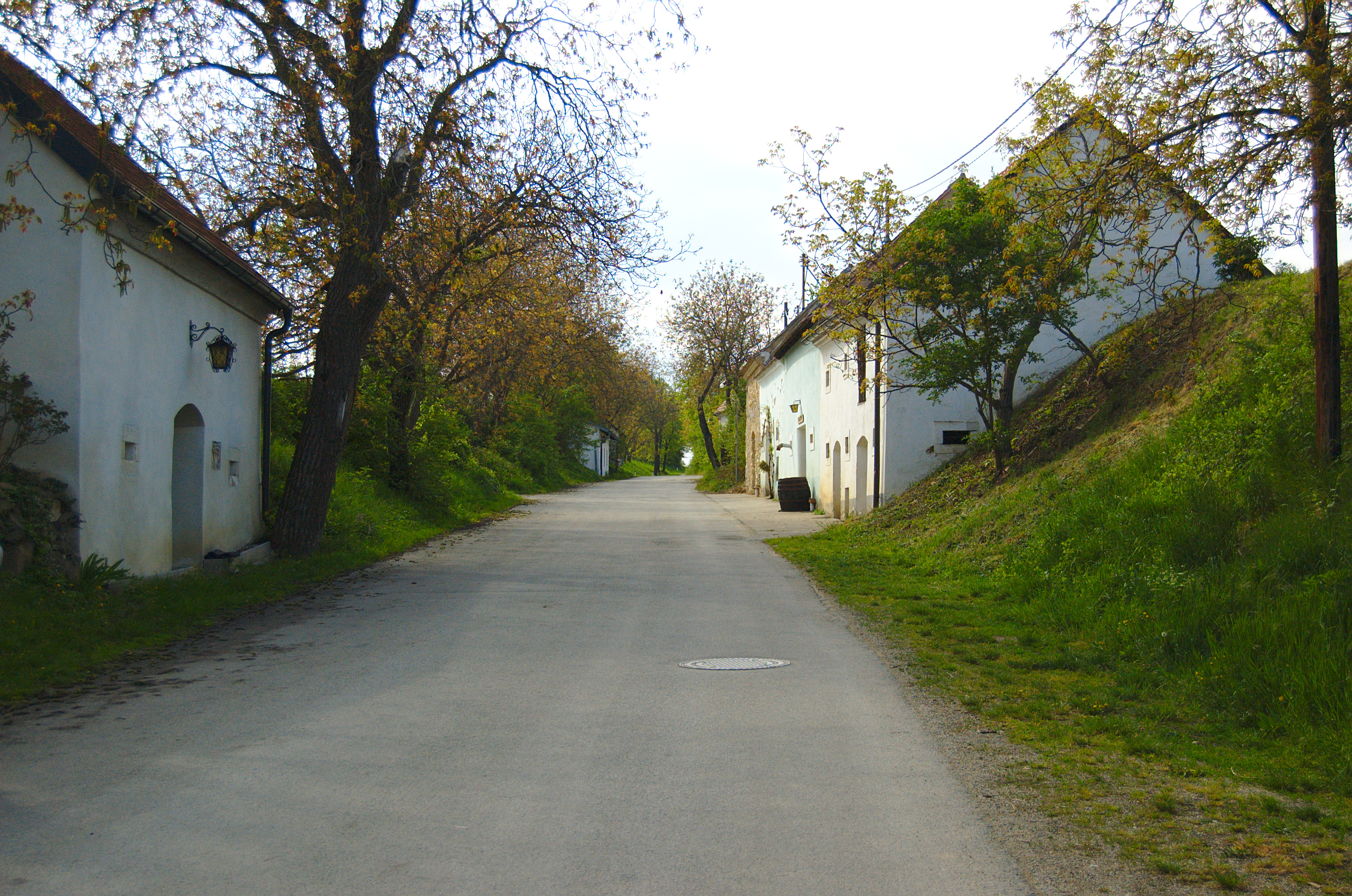
Kellergasse in Stoitzendorf

### Bauwerke
- Katholische Pfarrkirche Eggenburg hl. Stephanus: romanische Türme, gotisches Schiff
- Karner Eggenburg: Gebeinhaus, bereits 1299 urkundlich erwähnt, der Oberbau wurde 1792 abgerissen, durch Grabung aufgefunden
- Redemptoristenkloster
- Martinskapelle mit Bürgerspital: mit Grabsteinsammlung
- Stadtmauer: Die Stadtmauer ist fast gänzlich erhalten und teilweise begehbar
- Hauptplatz: Großzügiger fünfeckiger Hauptplatz und Grätzel mit gotischen Giebelhäusern, Pranger, Martinsbrunnen, Mariensäule, barocker Pestsäule
- Sgraffitohaus: Sgraffitomalereien aus 1547
- Johannes-Nepomuk-Statue
- Vogelsangmühle: ein barocker Gutshof
- Kanzlerturm: begehbarer, eingerichteter Stadtmauerturm, beherbergt ein Museum des Bürgerkorps Eggenburg
- Das Aufnahmsgebäude des Bahnhofs und der ehemalige Wasserturm, beide um 1870 errichtet

### Museen
- Krahuletz-Museum: seit 1902 bestehendes Museum mit erdgeschichtlichen, urgeschichtlichen und volkskundlichen Sammlungen
- RRRollipop-Museum: das RRRollipop-Museum stellt ungewöhnliche Kleinkraftfahrzeuge aus der Vergangenheit aus. Es ist ein Teil der Nostalgiewelt Eggenburg[18], welche die 1950er und 1960er thematisiert. „129 Roller, Rollermobile und Miniautos“ aus der Sammlung RRR – Roller, Rollermobile & Raritäten wurden am 10. Juli 2020 in Wien versteigert.

### Sport
- Der UHC Eggenburg wurde 1946 in Eggenburg gegründet. Der Verein, dessen Spielstätte die Stadthalle Eggenburg ist, spielt ab der Saison 2025/26 in der HLA Challenge.[19][20]

## Wirtschaft und Infrastruktur
Im Jahr 2010 gab es in der Gemeinde fünfzig land- und forstwirtschaftliche Betriebe (um zwölf weniger als im Jahr 1999), davon waren achtzehn Haupterwerbsbetriebe. Im Produktionssektor beschäftigten 39 Betriebe 561 Arbeitnehmer, überwiegend mit der Herstellung von Waren (440), aber auch im Bau (118). Im Dienstleistungssektor gaben 205 Betriebe 1492 Menschen Arbeit, über 50 Prozent in sozialen und öffentlichen Diensten und etwa ein Viertel im Handel.

### Unternehmen
- Egston mit ca. 1.800 Beschäftigten.

### Bildung
In Eggenburg gibt es zwei Kindergärten, eine Volksschule, eine Neue Niederösterreichische Musikmittelschule und eine Landesberufsschule.

### Gesundheit
- In der Stadtgemeinde gibt es eine Apotheke und es ordinieren mehrere praktische Ärzte und Fachärzte.[25]
- Pflege: Das Land Niederösterreich betreibt in Eggenburg ein Pflege- und Betreuungszentrum.[26]
- Psychosomatisches Zentrum Waldviertel, dazugehörig die Universitätsklinik für psychosomatische Medizin der Karl Landsteiner Privatuniversität für Gesundheitswissenschaften mit Sitz in Krems an der Donau[27][28]

### Verkehr

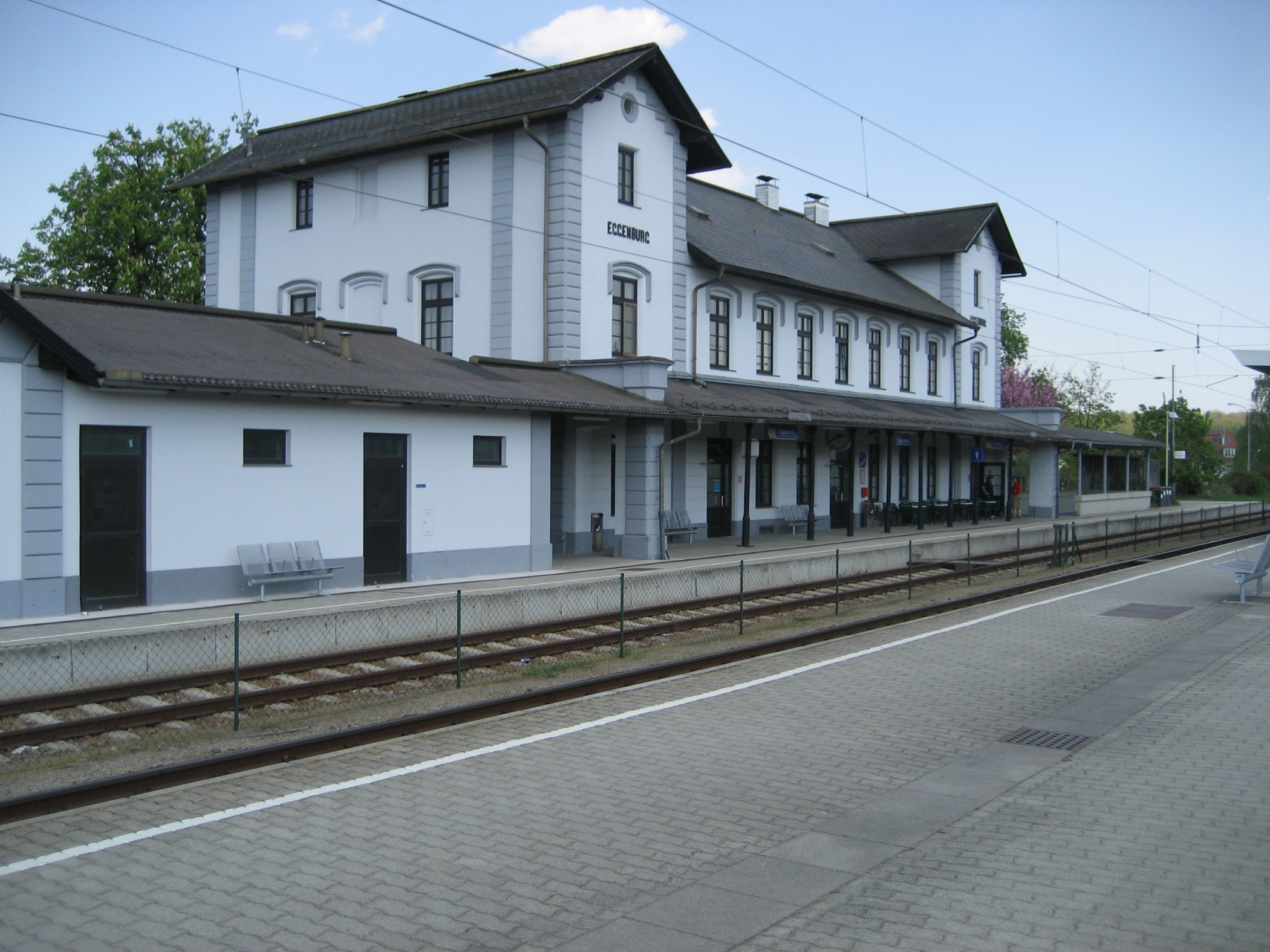
Das denkmalgeschützte Aufnahmsgebäude im Bahnhof Eggenburg

- Straße: Die Retzer Straße (B35) führt von Krems aus durch Eggenburg bis über Retz hinaus an die Grenze zu Tschechien und durchquert die Stadt in Nord-Süd-Richtung. Eine andere regional wichtige Straßenverbindung ist die Waldviertler Straße (B2), welche Eggenburg mit Horn und Hollabrunn verbindet.
- Bus: Die Stadt ist Ausgangs- und Zielpunkt mehrerer regionaler Buslinien des Betreibers ÖBB-Postbus.
- Bahn: Durch Eggenburg verläuft die Franz-Josefs-Bahn. Die ÖBB betreiben den Bahnhof Eggenburg, der für Pendler, insbesondere mit den Zielen Tulln an der Donau und Wien, ein wesentlicher Knotenpunkt ist.

## Politik

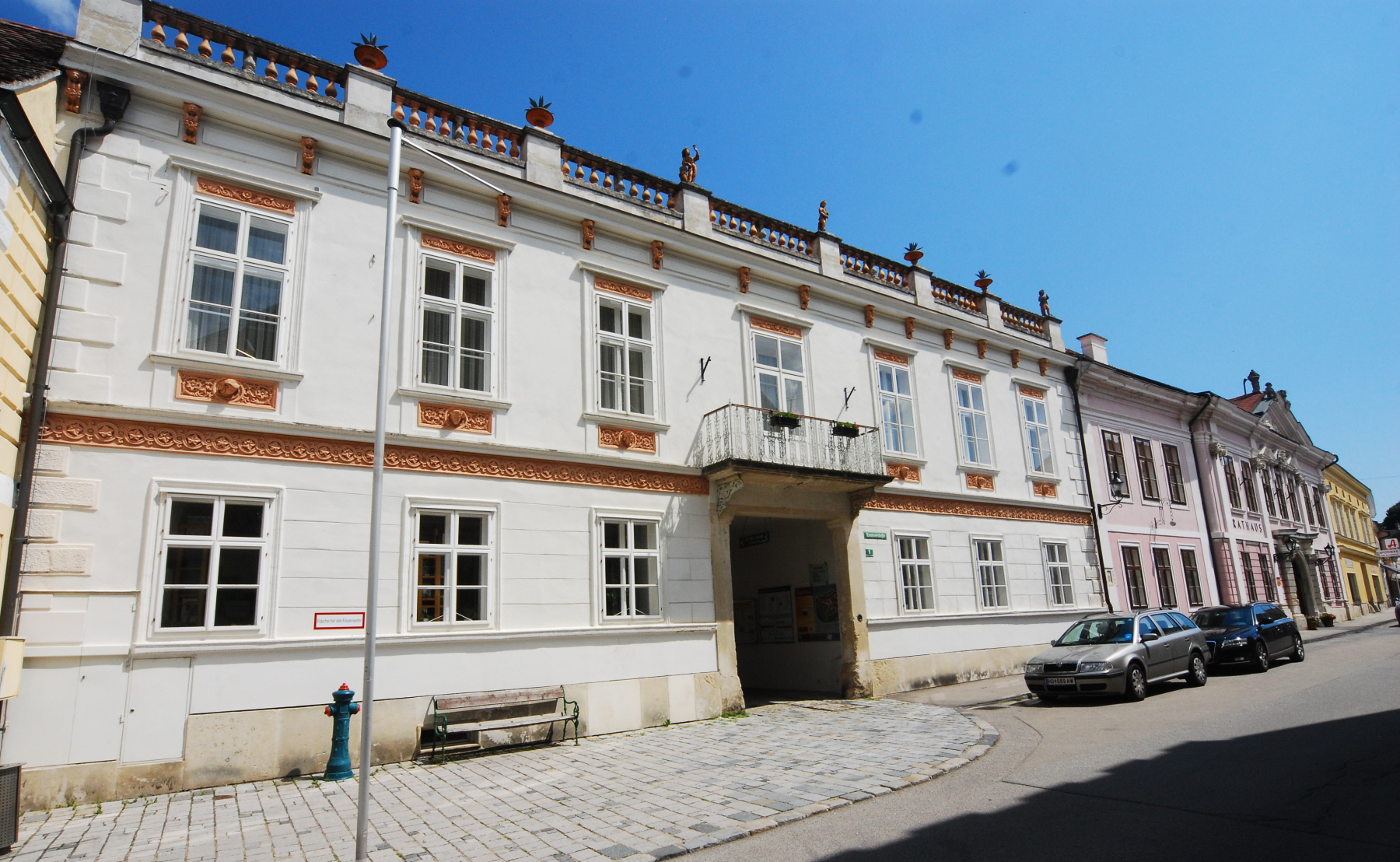
Rathaus Eggenburg

### Gemeinderat
Der Gemeinderat hat 23 Mitglieder.
- Nach den Gemeinderatswahlen in Niederösterreich 1990 hatte der Gemeinderat folgende Verteilung: 16 ÖVP und 7 SPÖ.
- Nach den Gemeinderatswahlen in Niederösterreich 1995 hatte der Gemeinderat folgende Verteilung: 11 ÖVP, 8 SPÖ und 4 EA–Eggenburg Aktiv.[29]
- Nach den Gemeinderatswahlen in Niederösterreich 2000 hatte der Gemeinderat folgende Verteilung: 13 ÖVP, 6 SPÖ, 2 FPÖ und 2 EA–Eggenburg Aktiv.[30]
- Nach den Gemeinderatswahlen in Niederösterreich 2005 hatte der Gemeinderat folgende Verteilung: 15 ÖVP und 8 SPÖ.[31]
- Nach den Gemeinderatswahlen in Niederösterreich 2010 hatte der Gemeinderat folgende Verteilung: 16 ÖVP, 6 SPÖ und 1 FPÖ.[32]
- Nach den Gemeinderatswahlen in Niederösterreich 2015 hatte der Gemeinderat folgende Verteilung: 16 ÖVP, 6 SPÖ und 1 FPÖ.[33]
- Nach den Gemeinderatswahlen in Niederösterreich 2020 hatte der Gemeinderat folgende Verteilung: 16 ÖVP, 6 SPÖ und 1 FPÖ.[34]
- Nach den Gemeinderatswahlen in Niederösterreich 2025 hat der Gemeinderat folgende Verteilung: 14 ÖVP, 7 SPÖ und 2 FPÖ.[35]

### Bürgermeister
- 1760/1761 und 1765/1766 Johann Caspar Högl
- 1703–1707 Wolfgang Steinböck
- ? Andreas Steinböck (1665–1740)
- 1938–1945 Eduard Kranner
- 1960–1984 Ernst Hofer (ÖVP)
- 1984–1999 Gerhard Dafert (ÖVP)
- 1999–2014 Willibald Jordan (ÖVP)
- 2014–2025 Georg Gilli (ÖVP)
- seit 2025 Margarete Jarmer (ÖVP)

## Persönlichkeiten

### Söhne und Töchter der Gemeinde
- Hannes Bauer (* 1941), Politiker (SPÖ) und ehemaliger Abgeordneter zum Nationalrat
- Franz Leopold Farmacher (1698–1760), Steinmetzmeister und Bildhauer
- Friedl Fürnberg (1902–1978), Generalsekretär der KPÖ
- Reichardt Fux (1654–1699), Steinmetzmeister und Richter im kaiserlichen Steinbruch am Leithaberg
- Walter Gamerith (1903–1949), Maler
- Burghard Gaspar (1947–2022)[36], Professor, Volksschuldirektor, Heimatforscher und Autor
- Adam Haresleben (1627–1683), 1654 Dombaumeister im Stephansdom zu Wien, 1656 und 1677 Obervorsteher der Wiener Bauhütte, in Kühnring bei Eggenburg geboren
- Johann Georg Haresleben (1671–1716), Steinmetzmeister im kaiserlichen Steinbruch, in Kühnring bei Eggenburg geboren
- Thomas Haresleben (1673–1733), Dombaumeister im Stephansdom zu Wien, Obervorsteher der Wiener Bauhütte, in Kühnring bei Eggenburg geboren
- Franz Hieß (1641–1675), Steinmetzmeister, in Eggenburg geboren
- Stefan Higatzberger (* 1965), Handballspieler und Sportmanager
- Georg Andreas Högl (1714–1780), Steinmetzmeister und Bildhauer, Obervorsteher der Wiener Bauhütte
- Johann Caspar Högl (1701–1776), Steinmetzmeister und Bildhauer
- Dominik Hofbauer (* 1990), Fußballspieler
- Tony Jagitsch (1948–2024), Bigbandleiter
- Elisabeth Kerschbaum (* 1966), Politikerin der Grünen und ehemaliges Mitglied des Bundesrats
- Matthias Knox (1645–1688), 1683 Dombaumeister im Stephansdom zu Wien, 1674/1686 Obervorsteher der Wiener Bauhütte, in Kühnring bei Eggenburg geboren
- Ines Koch (* 1971), Politikerin (ÖVP) und ehemaliges Mitglied des Wiener Gemeinderates
- Margit Koch (* 1946), Politikerin und Gemeinderätin des Eggenburger Gemeinderates, ehemalige Vizebürgermeisterin und Ehrenbürgerin der Stadt Eggenburg
- Johann Krahuletz (1848–1928), Urzeitforscher
- Karl Borromäus Landsteiner (1835–1909), katholischer Theologe, wurde im Ortsteil Stoitzendorf geboren.
- Johann Marihart (* 1950), Manager und CEO von Agrana
- Barbara Neuwirth (* 1958), Schriftstellerin
- Karl Petrikovics (* 1954), ehemaliger Konzernchef der Immofinanz
- Johann Thomas Schilck (1659–1709), Steinmetzmeister und Bildhauer des Barock
- Tobias Schopf (* 1985), Handballspieler
- Norbert Silberbauer (1959–2008), Schriftsteller
- Burkhard Stangl (* 1960), Musiker
- Andreas Steinböck (1665–1740), Bürgermeister, Steinmetzmeister und Bildhauer
- Gabriel Steinböck (1705–1764), Steinmetzmeister
- Veith Steinböck (1656–1713), 1695 Dombaumeister im Stephansdom zu Wien, 1683/1684 Obervorsteher der Wiener Bauhütte
- Wolfgang Steinböck (1650–1708), Bürgermeister, Steinmetzmeister und Bildhauer
- Franz Strickner (1699–1738), Steinmetzmeister und Bildhauer
- Johann Michael Strickner (1720–1782), Steinmetzmeister und Richter im kaiserlichen Steinbruch
- Mathias Strickner (1671–1724), Steinmetzmeister und Bildhauer
- Maria Teschler-Nicola (* 1950), Anthropologin und Humanbiologin
- Peter Vilnai (* 1945), Schauspieler
- Franz Zeilinger (1934–2021), katholischer Theologe
- Johann Zelebor (1819–1869), Naturforscher, Illustrator und Zoologe
- Gunter Ziegler (* 1949), Schauspieler

### Personen mit Bezug zur Gemeinde
- Eggenburger Bruderschaft, ab 1629 eigenständige Zunftvereinigung der Steinmetze und Steinbildhauer
- Wolfgang Brandstetter (* 1957), Jurist, Universitätsprofessor, ehemaliger österreichischer Vizekanzler und Justizminister, lebt in Eggenburg
- Ernst Degasperi (1927–2011), Künstler, schuf das Kunsthaus – Haus des Friedens in Eggenburg
- Johann Gallus Högl (1664–1719), Steinmetzmeister, lebte und starb in Eggenburg
- Eduard Kranner (1893–1977), Schriftsteller und NS-Bürgermeister von Eggenburg
- Josef Naderer (1906–1965), Politiker (ÖVP) und Weingroßhändler, von 1934 bis 1938 Vizebürgermeister von Eggenburg
- Arnulf Neuwirth (1912–2012), Künstler, lebte in Eggenburg
- Heinrich Reinhart (1927–2013), Mediziner und Heimatforscher, lebte in Eggenburg
- Johann Georg Schmutzer (1665–1747), Steinmetzmeister und Bildhauer, lebte und starb in Eggenburg
- Jakob Seer (1665–1737), Steinmetzmeister und Bildhauer, lebte und starb in Eggenburg
- Hans Seitz (1929–2011), Förderer der Stadt, Einsatz für denkmalgeschützte Gebäude
- Fritz F. Steininger (* 1939), Geologe und Paläontologe, Obmann der Krahuletz-Gesellschaft
- Angela Stifft-Gottlieb (1881–1941), Prähistorikerin, leitete das Krahuletzmuseum
- Johann Baptist Stöger (1810–1883), Laienbruder der Redemptoristen-Kongregation, lebte und starb in Eggenburg
- Paul Strickner († 1694) Steinmetzmeister in Eggenburg
- Werner Vasicek (1939–2013), Heimatforscher und Paläontologe, Kustos im Krahuletz-Museum
- Paul Wasserburger (1824–1903), Oberbaurat, k.k. Hofbau- und Steinmetzmeister, 1870 Ehrenbürger von Eggenburg, 1898 geadelt

### Ehrenbürger
- Felix Stainach, Hofrat[37]